# NGC 1359
NGC 1359 је спирална галаксија у сазвежђу Еридан која се налази на NGC листи објеката дубоког неба.
Деклинација објекта је - 19° 29' 27" а ректасцензија 3h 33m 47,8s. Привидна величина (магнитуда) објекта NGC 1359 износи 12,0 а фотографска магнитуда 12,6. Налази се на удаљености од 35,100 милиона парсека од Сунца. NGC 1359 је још познат и под ознакама ESO 548-39, MCG -3-10-7, IRAS 03315-1939, PGC 13190.